# Häggeberga och Granbäcks lövskogar
Häggeberga och Granbäcks lövskogar är ett naturreservat i Jönköpings kommun i Småland.
Området är skyddat sedan 2018 och är 40 hektar stort. Det är beläget sydväst om Trånghalla och består av ett lövskogsområde med ek- och lindsluttningar.